# Calila
Calila ist eine Ortschaft im Departamento Potosí im südamerikanischen Anden-Staat Bolivien. 

## Lage im Nahraum
Die Ortschaft Calila liegt im Kanton Toropalca im Municipio Cotagaita in der Provinz Nor Chichas. Die Ortschaft liegt in einer Höhe von 2795 m am rechten Ufer des Río Caiza, der über den Río Tumusla und den Río San Juan del Oro zum Río Pilcomayo fließt.

## Geographie
Calila liegt zwischen den Höhenzügen der Cordillera de Chichas und der Cordillera Central, die sich aus der kargen Hochebene des bolivianischen Altiplano erheben. Das Klima ist wegen der Binnenlage kühl und trocken und durch ein typisches Tageszeitenklima gekennzeichnet, bei dem die Temperaturschwankungen zwischen Tag und Nacht in der Regel deutlich größer sind als die jahreszeitlichen Schwankungen.
Die Jahresdurchschnittstemperatur liegt bei 13 °C und schwankt nur unwesentlich zwischen 10 °C im Juni/Juli und  gut 15 °C von November bis März (siehe Klimadiagramm Vitichi). Der Jahresniederschlag beträgt nur etwa 400 mm, mit einer stark ausgeprägten Trockenzeit von April bis Oktober mit Monatsniederschlägen unter 20 mm, und einer Feuchtezeit von Dezember bis Februar mit etwa 80 mm Monatsniederschlag.

## Verkehrsnetz
Calila liegt in einer Entfernung von 92 Straßenkilometern südlich von Potosí, der Hauptstadt des Departamentos.
Von Potosí aus führt die insgesamt 1.215 Kilometer lange asphaltierte Nationalstraße Ruta 1 in südlicher Richtung nach Cuchu Ingenio und dann weiter über Tres Cruces nach Tarija und Bermejo an der argentinischen Grenze. Bei Cuchu Ingenio zweigt eine Landstraße nach Süden ab, die den Río Caiza abwärts vorbei an Caiza „D“, Kestuchi und Pancoche nach Calila und weiter nach Toropalca und Tumusla führt.

## Bevölkerung
Die Einwohnerzahl der Ortschaft ist in den vergangenen beiden Jahrzehnten um etwa ein Drittel angestiegen:
| Jahr | Einwohner | Quelle       |
| ---- | --------- | ------------ |
| 1992 | 176       | Volkszählung |
| 2001 | 120       | Volkszählung |
| 2012 | 244       | Volkszählung |
| 2024 |           | Volkszählung |

Die Region weist einen hohen Anteil an Quechua-Bevölkerung auf, im Municipio Cotagaita sprechen 96 Prozent der Bevölkerung die Quechua-Sprache.